# Samuel Auguste David Tissot
Samuel Auguste André David Tissot, mais conhecido como Auguste Tissot (Grancy, 20 de março de 1728 - Lausanne, 13 de junho de 1797), foi um protestante calvinista suíço, médico neurologista, professor e conselheiro do Vaticano  do século XVIII.

## Biografia
Auguste Tissot foi um reputado médico, que praticava na cidade suíça de Lausanne. Ele escreveu sobre as doenças dos pobres, sobre a masturbação, sobre as doenças dos homens de letras e dos ricos e sobre as doenças nervosas.
Ele dedicou um capítulo de 83 páginas para o estudo da enxaqueca em seu Traité des nerfs et de leurs maladies (Tratado sobre os nervos e distúrbios nervosos). Ele usou suas próprias observações e os tratados médicos existentes do dia. Seu trabalho é considerado pelos médicos modernos como uma base para suas "futuras gerações". Ele também é reconhecido como "a autoridade clássica sobre a enxaqueca".
Em 1760, ele publicou L'Onanisme , seu próprio tratado médico abrangente sobre os supostos efeitos negativos da masturbação.  Citando estudos de caso de jovens masculinos masturbadores entre seus pacientes em Lausanne como base para seu raciocínio, Tissot argumentou que o sêmen era um "óleo essencial" e "estímulo" que, quando perdido do corpo em grandes quantidades, faria "um redução perceptível da força, da memória e até mesmo da razão e que ao mesmo tempo poderia desenvolver: visão turva, distúrbios nervosos, gota e reumatismo , enfraquecimento dos órgãos de genitores, sangue na urina, perturbação do apetite, dores de cabeça e outras tantas doenças ".
Seu tratado foi apresentado como um trabalho acadêmico e científico em um tempo em que a fisiologia experimental era praticamente inexistente.
A autoridade com que a obra foi posteriormente tratada - os argumentos de Tissot foram até mesmo reconhecidos e ecoados por luminares como Kant e Voltaire - possivelmente transformou a percepção da masturbação na medicina ocidental nos próximos dois séculos para a de uma doença debilitante.
A obra mais famosa de Tissot em sua vida foi Avis au peuple sur sa santé (1761), indiscutivelmente o maior best-seller médico do século XVIII.
Em 1 de Abril de 1787, Napoleão Bonaparte escreveu a Tissot cumprimentando-o por passar seus “dias no tratamento da humanidade”, observando que a sua “reputação atingiu até as montanhas da Córsega” e descrevendo “o respeito que tenho por suas obras ..."

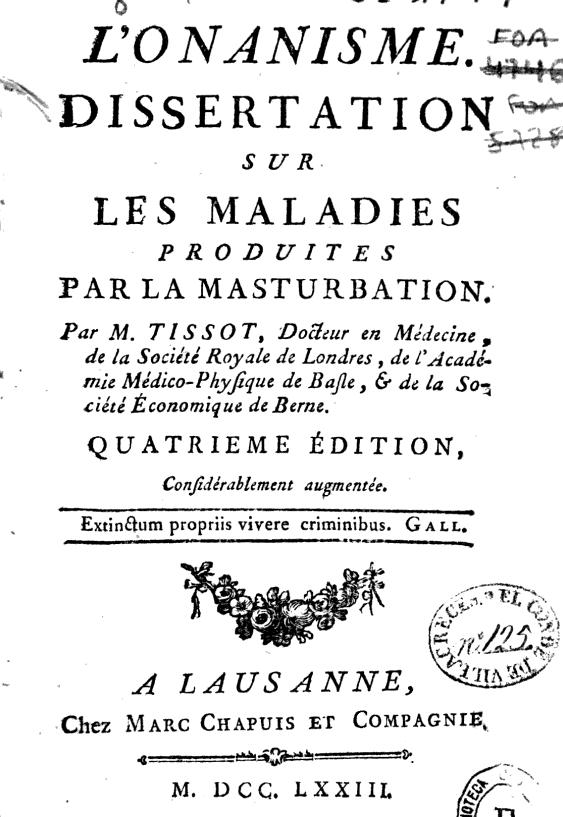
L'Onanisme. Monografia de Tissot que influenciou a visão negativa da masturbação.

### Principais obras
- Treatise on the Health of Men of Letters

- L'Onanisme

- Avis au peuple sur sa santé

- Anleitung für den geringen Mann in Städten und auf dem Lande in Absicht auf seine Gesundheit. Beigefügte Werke: ... mit 2 fremden Abhandlungen begleitet. Die eine: Von der Unvollkommenheit der meisten deutschen praktischen Handbücher und den Vorzügen des Tissotischen. Die zweyte: Von den wahren Mitteln, ein hohes Alter zu erreichen / aus dem Schwed. des Herrn Dr. Schulz. Hamburg : Typogr. Ges., 1767. Digital edition by the University and State Library Düsseldorf

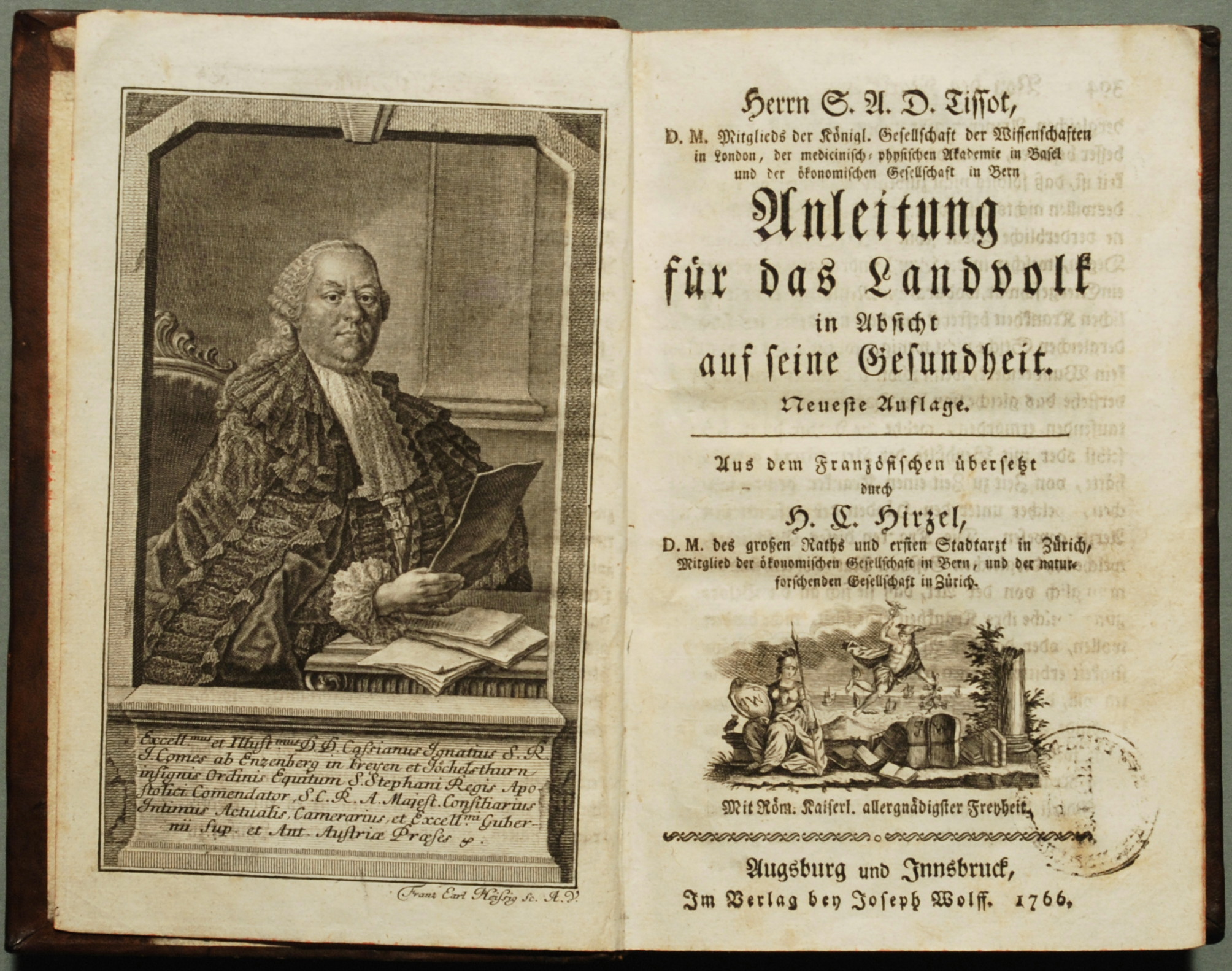

- Anleitung für das Landvolk in Absicht auf seine Gesundheit . Füßlin, Zürich 1767 Digital edition by the University and State Library Düsseldorf

- Vermehrungen, Zusätze und Verbesserungen zu seiner Anleitung für das Landvolk in Absicht auf seine Gesundheit : zum nützlichen Gebrauch derer, welche die Augsburger, mit allergnädigster röm. kaiserl. Freiheit im Jahr 1766 erschienene Auflage besitzen . Wolff, Augsburg 1768 Digital edition by the University and State Library Düsseldorf

- Von der Gesundheit der Gelehrten . Orell, Gessner, Füessli, Zürich 1770 Digital edition by the University and State Library Düsseldorf

- Über die Krankheiten der Selbstbefleckung / S. A. D. Tissot. Aus dem Lat. übers., mit Anm. und einem Anh. begleitet von G. F. C. Wendelstadt . Ungewitter, Wetzlar 1797 Digital edition by the University and State Library Düsseldorf